# Bobby Lyle
Bobby Lyle (Memphis (Tennessee), 11 maart 1944) is een Amerikaans bespeler van toetsinstrumenten in het algemeen en piano in het bijzonder. Zijn niche is jazz, souljazz en smooth jazz. Hijzelf zei, dat hij beïnvloed was door Oscar Peterson, Ahmad Jamal, Bill Evans, Erroll Garner en Art Tatum.
Lyle groeide op in Minneapolis in Minnesota als zoon van een sportverslaggever van de Star Tribune. Vanaf zijn zesde zat hij achter de piano, de eerste lessen kreeg hij van zijn moeder. Zijn eerste echte optreden vond plaats toen hij 16 haar oud was en hij had een trio met zijn eigen naam met Gene Hubbard en Jerry Hubbard, dat enige faam kreeg in Minneapolis en St. Paul. Hij volgde Ramsey Lewis in diens trio en Lyle speelde vanaf toen in Young-Holt Unlimited. Hij werd in 1970 door Jimi Hendrix gevraagd om een jazzrockgroep op te starten, samen met Willie Weeks (basgitaar) en Bill Lordan (drums), maar daar kwam niets van terecht door Hendrix' overlijden.   
In 1974 vertrok Lyle naar Los Angeles om daar te gaan spelen bij Sly & the Family Stone. Tegelijkertijd speelde hij in het ensemble van Ronnie Laws. Dat laatste bracht hem in contact met Wayne Henderson van de Jazz Crusaders, hij kreeg daardoor de gelegenheid een soloalbum op te nemen in 1977. Capitol Records sloot hun jazzdivisie nadat drie albums van Lyle het levenslicht hadden gezien (The Genie, New Warrior en Night Fire). Zonder platenlabel was een artiest destijds nergens en Lyle trad in 1981 toe tot de band van George Benson en speelde op het debuutalbum van de Yellowjackets. Verdere werkzaamheden in de jaren '80 waren voor Bette Midler, Al Jarreau en Anita Baker. Zijn werk voor Gerald Albright leverde hem een nieuw platencontract op bij Atlantic Records, hij kon weer solo aan de slag.
Hij mocht een Emmy in ontvangst nemen voor de begeleiding van Midler in haar HBO-special Diva Las Vegas in 1997; hij was inmiddels de muzikaal leider van haar band.

## Discografie
| Title               | Year | Label              |  |
| ------------------- | ---- | ------------------ |  |
| Bobby Lyle Plays    | 1974 | CBS Japan The GX 1 |  |
| The Genie           | 1977 | Capitol            |  |
| New Warrior         | 1978 | Capitol            |  |
| Night Fire          | 1979 | Capitol            |  |
| Night Breeze        | 1985 | Evidence           |  |
| Ivory Dreams        | 1989 | Atlantic           |  |
| The Journey         | 1990 | Atlantic           |  |
| Pianomagic          | 1991 | Atlantic           |  |
| Secret Island       | 1992 | Atlantic           |  |
| Best of Bobby Lyle  | 1993 | Blue Note/Capitol  |  |
| Rhythm Stories      | 1994 | Atlantic           |  |
| Power of Touch      | 1997 | Atlantic           |  |
| Joyful              | 2002 | Three Keys         |  |
| Straight and Smooth | 2004 | Three Keys         |  |
| Hands On            | 2006 | Heads Up           |  |

Zijn laatste albums haalden de Amerikaanse Jazzalbumlijsten.
- Library of Congress Control Number: n91065641
- MusicBrainz: dbae347b-6bfa-4dd2-b538-674740c0ae82
- Nationale Bibliotheek van Tsjechië: xx0194515
- Nederlandse Thesaurus van Auteursnamen: 099579561
- Virtual International Authority File: 74041077
- WorldCat: E39PBJbRpfyMQT3XJ8QTpTFFrq